# Blanke champignonparasol
De blanke champignonparasol (Leucoagaricus leucothites) is een schimmel behorend tot de familie Agaricaceae. Deze soort werd oorspronkelijk in 1835 door de Italiaanse dokter en mycoloog Carlo Vittadini beschreven als Agaricus leucothites, maar later werd hij in het geslacht Leucoagaricus geplaatst. Paddenstoelen van deze soort leven van de afbraak van dood plantaardig materiaal. Ze leven slechts enkele dagen.

## Kenmerken

### Uiterlijke kenmerken
Hoed
De hoed heeft een diameter van 5 tot 8 cm. Hij begint bolvormig, maar spreid zich later uit. Het hoedoppervlak is aanvankelijk glad en zuiver wit, barst dan af en toe en krijgt in het midden een vlezige, oker- of bruinachtige tint. Ook ontstaan er dan schubjes of kleine vlokjes. De hoedrand is in het begin ingerold, maar is later teruggeslagen.
Lamellen
De lamellen zijn in het begin wit, maar verkleuren later naar lichtroze. De lamellen staan dicht bijeen en zijn bochtig aangehecht tot vrij.
Steel
De steel kan 8 cm lang worden, maar is doorgaans korter. De dikte is 1 tot 2 cm. De paddenstoel heeft onderaan een knolvormige verdikking, maar geen beurs.
Ring
Rondom de steel is een witte, dunne en verschuifbare manchet (ring) aanwezig. Bij oude exemplaren kan deze ring in het geheel zijn verdwenen.
Geur en smaak
Hij heeft een zwakke champignonachtige geur. De zwam is eetbaar en heeft een milde smaak. Echter hij wordt door sommige mensen niet goed verdragen. Hij kan maag en darmklachten veroorzaken. Ook kan hij worden verwisseld met de dodelijke kleverige knolamaniet (Amanita virosa) en de groene knolamaniet (Amanita phalloides).
Sporenprint
De sporenprint is wit tot roze.

### Microscopische kenmerken
De elliptische sporen zijn 8 tot 9 µm lang en 5 tot 6 µm breed. Ze zijn hyaliene, dikwandig en hebben een kiempore. De kromme cilindrische tot smallobbige cheilocystidia zijn 40–60 µm lang en 10–15 (–20) µm breed. De eindcellen van de hoedhuid zijn cilindrisch, smal gelobd of spoelvormig en meten 40-130 × 10-15 µm.

## Verspreiding

Verspreidingsgebied in Europa

De blanke champignonparasol komt bijna over de hele wereld voor. Er zijn waarnemingen bekend uit Australië, Nieuw-Zeeland, Azië (Turkije, Israël, Armenië, West-Siberië, Sri Lanka, India, Japan), Amerika (Argentinië, Chili, VS, Canada), Afrika (Marokko, Algerije) en Europa. In veel landen is hij geïntroduceerd. 
In Nederland is de blanke champignonparasol algemeen. Hij staat niet op de rode lijst. Hij leeft bij voorkeur in het cultuurlandschap en wordt regelmatig gezien in parken, tuinen, kerkhoven, wegbermen en groenstroken. Ook kan hij worden aangetroffen in weilanden en boomgaarden (zoals bijvoorbeeld op afval- en composthopen).

## Foto's

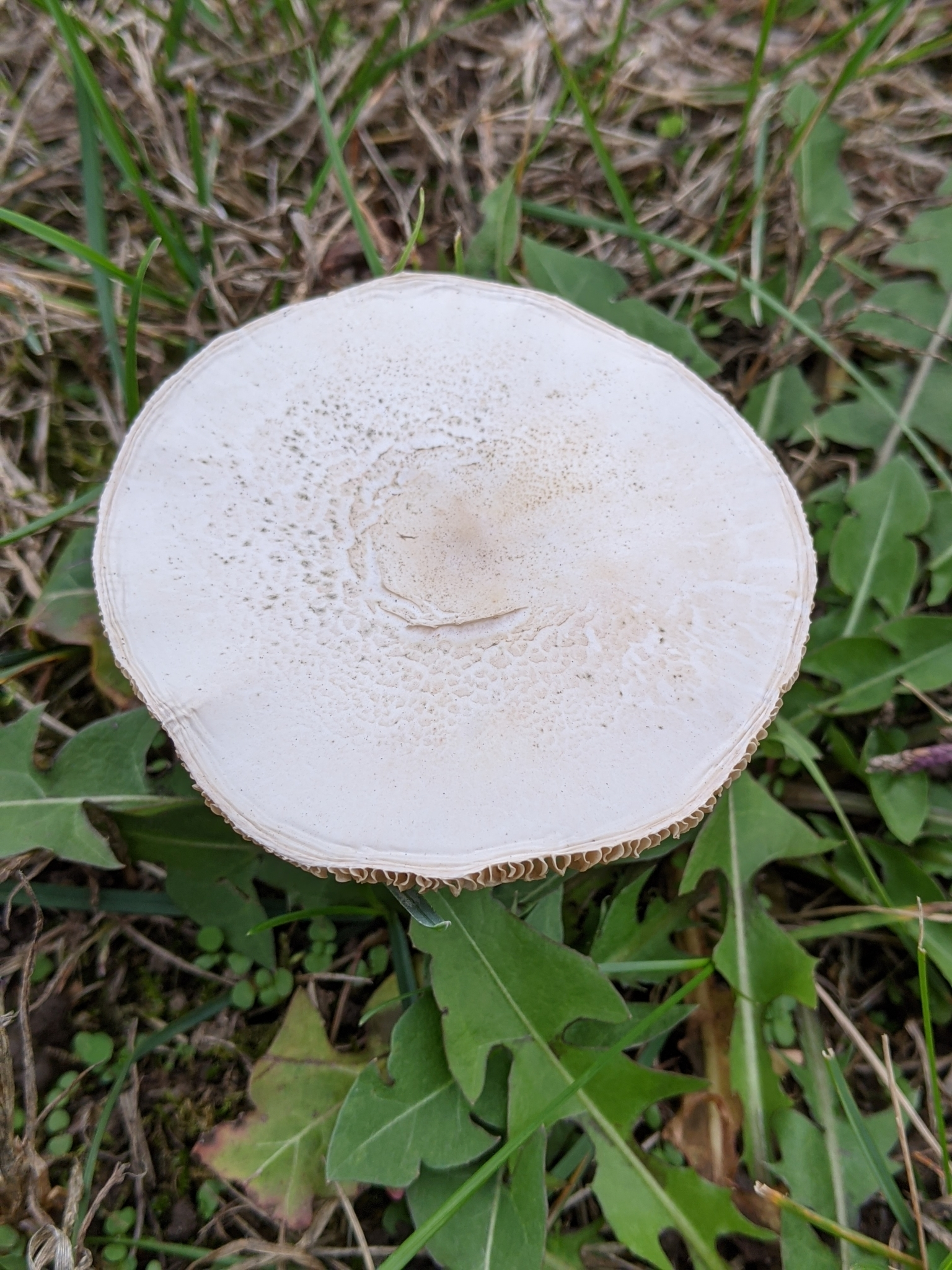
Hoed met schubjes
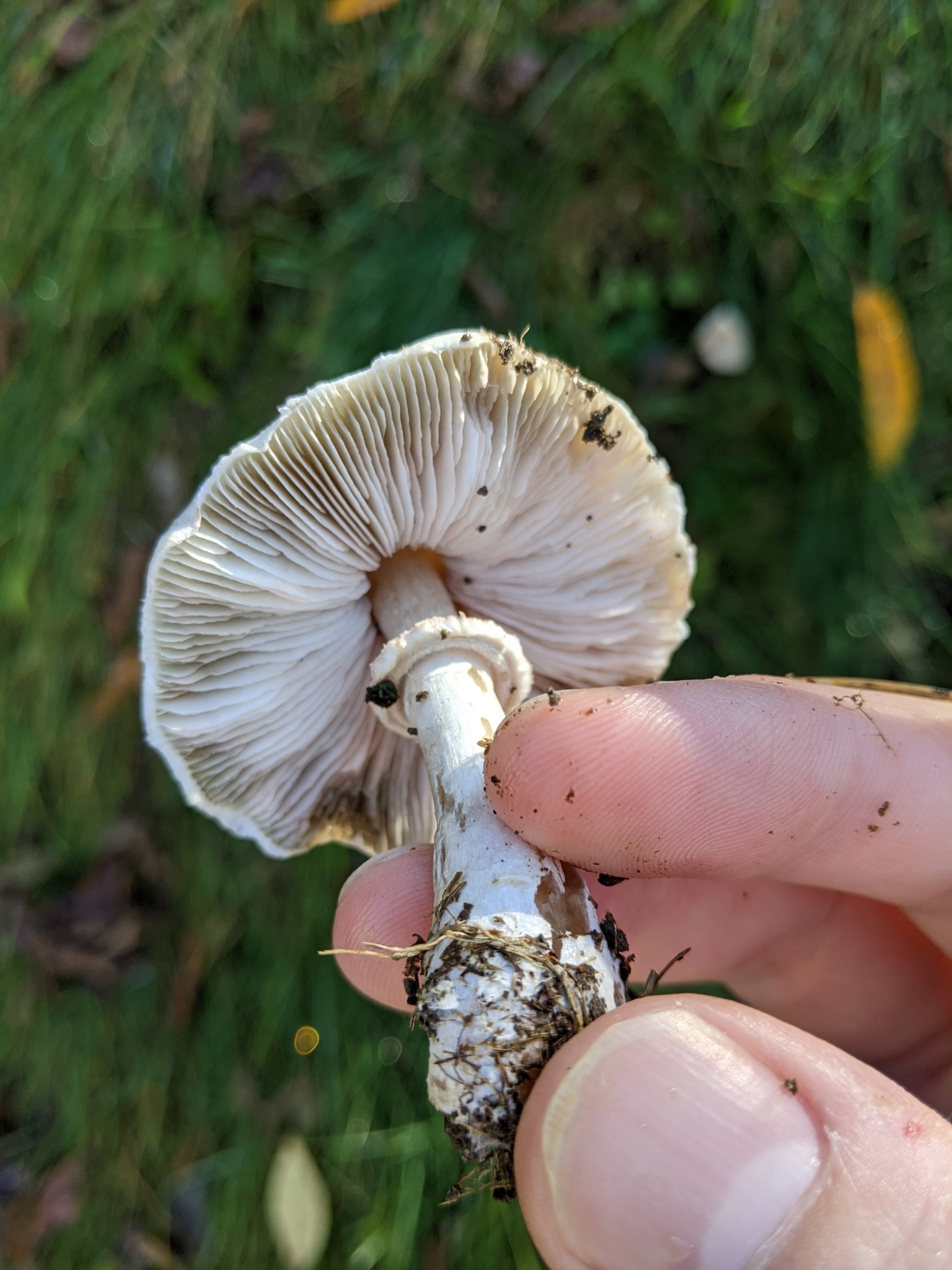
Steel met manchet
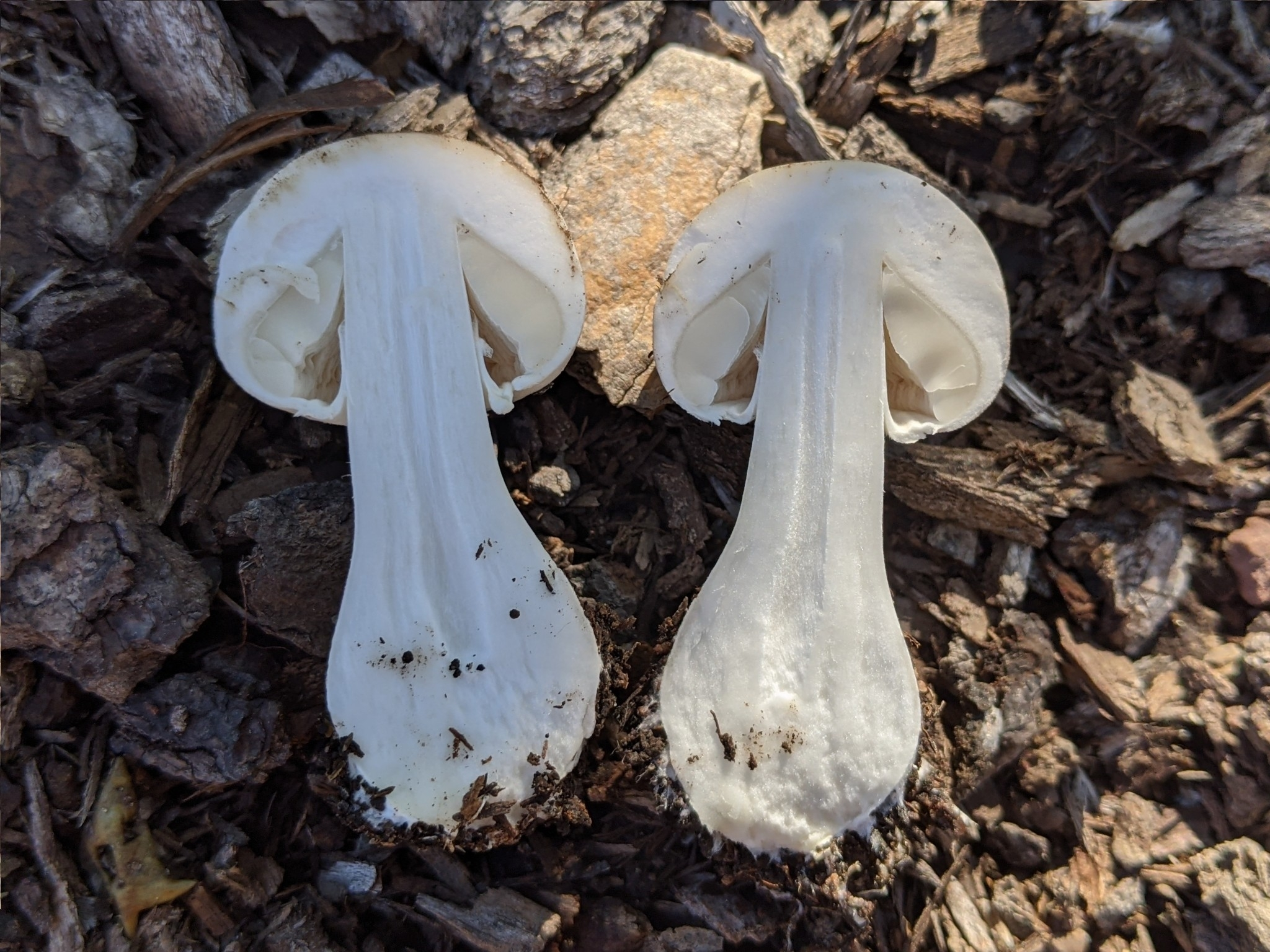
Doorgesneden exemplaar